# Tracks 2 - Inediti & rarità
Tracks 2 - Inediti & rarità è una raccolta del cantautore italiano Vasco Rossi, uscito il 27 novembre 2009, sette anni dopo la pubblicazione della prima raccolta di brani, Tracks.

## Descrizione
Il disco è stato pubblicato in differenti versioni e può essere composto da una confezione CD più DVD, dal solo compact disc o da un doppio vinile in edizione limitata e numerata, e come inediti contiene Ad ogni costo (uscita il 25 settembre 2009), Ho fatto un sogno, primo inedito di cui è stato rivelato il titolo, e Sto pensando a te, l'ultima scritta in ordine di tempo. Gli inediti sono dunque in totale tre.
Nell'album sono contenute sei canzoni registrate a Roma durante il Nessun Pericolo Per Te Tour del 1996.
La traccia 4 è una versione acustica di Sally (eseguita interamente da Rossi ad una tappa del Tour Europe indoor 2009-2010).
Le ultime tre canzoni sono invece cover cantate dal vivo e mai pubblicate:
- Il tempo di morire classico del 1970 di Lucio Battisti eseguita solo al Mugello durante la tappa del Nessun pericolo per te tour del 1996.
- Un ragazzo di strada del gruppo beat I Corvi pubblicata nel 1966 ed eseguita al Concerto del Primo Maggio 2009 a Roma.
- Amico fragile del cantautore Fabrizio De André incisa nel 1975 ed eseguita al Teatro Carlo Felice di Genova il 12 marzo 2000 in occasione di un concerto dal nome Faber, amico fragile come tributo all'artista scomparso da un anno.[5][6]

È in vendita su iTunes una versione con una bonus track, si tratta del medley acustico registrato a Bologna in occasione de Il Mondo Che Vorrei Tour.
Esiste anche un "fan box" che, oltre ai già citati CD e DVD, comprende:
- un fotolibro con immagini tratte dal Europe Tour indoor '09
- quattro poster dei tour (formato 40x58 cm)
- quattro pass, riproduzione ufficiale dei tour.

In una sola settimana, l'album ha superato abbondantemente i tre dischi di platino (quasi 180 000 copie vendute) e sono state esaurite tutte le copie del doppio vinile ad edizione limitata e numerata; il quarto platino è arrivato dopo poco più di una settimana. Inoltre, l'album è entrato direttamente al primo posto nelle classifiche di vendite FIMI per quanto riguarda l'Italia; contemporaneamente in Svizzera, lo stesso prodotto si trovava al 38º posto.
Sette volte primo nelle prime dieci settimane, è uscito per la prima volta dalla topten alla 49ª settimana per poi rientravi subito dopo.
A ottobre 2010 l'album conquista il disco di diamante (5 volte platino) per le oltre 300 000 copie vendute.

## Tracce
1. Ad ogni costo (versione italiana di Creep [10]) – 3:46 (T.Yorke, E.O’Brien, C.Greenwood, J.Greenwood, P.Selway, A.Hammond, M.Hazelwood, V.Rossi)
2. Ho fatto un sogno – 4:00 (Vasco Rossi)
3. Sto pensando a te – 3:42 (testo: Vasco Rossi – musica: Vasco Rossi, Saverio Principini)
4. Sally (Live Europe Indoor '09) – 4:22 (Vasco Rossi)
5. Praticamente perfetto (Live Roma '96) – 3:40 (testo: Vasco Rossi – musica: Vasco Rossi, Tullio Ferro)
6. Io perderò (Live Roma '96) – 6:02 (Vasco Rossi)
7. Le cose che non dici (Live Roma '96) – 5:07 (testo: Vasco Rossi – musica: Vasco Rossi, Tullio Ferro)
8. Benvenuto (Live Roma '96) – 5:31 (testo: Vasco Rossi – musica: Vasco Rossi, Tullio Ferro)
9. Colpa d'Alfredo (Live Roma '96) – 4:33 (Vasco Rossi)
10. Gli angeli (Live Roma '96) – 7:31 (testo: Vasco Rossi – musica: Tullio Ferro)
11. Il tempo di morire (Live Mugello '96) – 3:51 (Battisti - Mogol)
12. Un ragazzo di strada (Live 1° Maggio '09) – 3:16 (testo: Nisa – musica: Nancie Mantz, Annette Tucker)
13. Amico fragile (Live Genova '00) – 5:18 (Fabrizio De Andrè)

### Bonus track
1. Medley Acustico (Live 2008) – 11:49 – (Esclusiva iTunes)

## Singoli
- Ad ogni costo - (2009)
- Sto pensando a te - (2009)
- Ho fatto un sogno - (2010)

## DVD
1. Un gran bel film tour 1996
  1. Un gran bel film
  2. Praticamente perfetto
  3. Ormai è tardi
  4. Io perderò
  5. Non mi va
  6. Le cose che non dici
  7. Nessun pericolo... per te
  8. Senza parole
  9. Non appari mai
  10. Mi si escludeva
  11. Sally
  12. Benvenuto
  13. Colpa d'Alfredo
  14. La noia
  15. C'è chi dice no
  16. Gli spari sopra
  17. Delusa
  18. Gli angeli
2. Gli angeli (videoclip + making of)
3. Ad ogni costo (videoclip + making of)
4. Sally (live Europe indoor '09)
5. Gli occhi di Vasco (Rewind tour '99)
6. Un ragazzo di strada (prove, 1º maggio '09)
7. Amico fragile (photogallery, Genova '00)

## Formazione
- Vasco Rossi - voce
- Matt Laug - batteria
- Tony Franklin - basso
- Celso Valli - pianoforte, tastiera
- Samuele Dessì - programmazione, tastiera, chitarra
- Massimo Varini - chitarra
- Simone Sello - chitarra, archi, programmazione
- Frank Nemola - archi
- Saverio Principini - pianoforte, chitarra acustica, synth
- Guido Elmi - basso, tastiera, chitarra elettrica
- Nicola Venieri - programmazione
- Tim Pierce - chitarra elettrica
- Valentino Corvino - violino, viola
- Sara Nanni - violoncello

## Classifiche

### Classifiche settimanali
| Classifica (2009) | Posizione massima |
| ----------------- | ----------------- |
| Italia            | 1                 |
| Svizzera          | 38                |

### Classifiche di fine anno
| Classifica (2009) | Posizione |
| ----------------- | --------- |
| Italia            | 6         |
| Classifica (2010) | Posizione |
| Europa            | 90        |
| Italia            | 10        |